# Элоиза Оранская-Нассау
Элоиза София Беатрикс Лоуренсия, графиня Оранская-Нассау, девица ван Амсберг (нидерл. Eloise Sophie Beatrix Laurence, gravin van Oranje-Nassau, jonkvrouw van Amsberg; род. 8 июня 2002, Гаага) — нидерландская аристократка и актриса, старшая дочь принца Константина Нидерландского. На данный момент занимает пятое место в порядке наследования нидерландского престола.

## Биография
Элоиза родилась 8 июня 2002 года в Гааге и стала старшей из детей принца Константина Нидерландского и его супруги Лаурентин Бринхорст. 15 декабря 2002 года прошло её крещение, после которого она получила имя Элоиза София Беатрикс Лоуренсия. У неё есть младший брат Клаус-Казимир (род. 2004) и младшая сестра Леонор (род. 2006).
Элоиза стала первым членом королевской династии Нидерландов, которая зарегистрировалась в социальных сетях. У неё есть аккаунты в Instagram и TikTok; по состоянию на июнь 2023 года в Instagram было более 400 тысяч подписчиков, а в TikTok более 200 тысяч.
В ноябре 2021 года Элоиза снималась в сериале «Het Jachtseizoen» в роли сбежавшей заключённой. 
В мае 2023 года Элоиза снялась в программе Het Perfecte Plaatje, где она появилась в купальнике, что вызвало возмущение журналиста Йеруна Снела, который заявил, что принцесса перешла грань. Несмотря на это, многие известные люди, среди которых были актрисы Шанталь Янзен и Гвен ван Пуртен, её поддержали, выложив свои фотографии в купальниках в социальных сетях. После этого Элоиза поблагодарила за поддержку своих соотечественников в социальной сети Instagram.